# الجديدة (المغرب)
الجَدِيدَةُ مدينةٌ مغربيةٌ ساحليةٌ وعاصمةُ إقليمِ الجديدة. وهي كبرى حواضرِ منطقةِ دُكَّالَةَ، وإحدى اثنتينِ من أهمِّ مراكزِ جهةِ دكالةَ عَبْدَةَ الملغاةِ قبلَ أن يُلحَقَ الإقليمُ في عامِ 1436 هـ بجهةِ الدارِ البيضاءِ سَطَّات المحدَثة. بلغَ عددُ سكانِ بلديةِ الجديدةِ في عامِ 1435 نَحْوَ مئتيْ ألفِ نَسَمَة. أقامَ بها البرطقيزُ (وهمُ البرتغالُ) إحدى أهمِّ مستعمراتِهم في المغربِ وآخرَها على الإطلاق.

## التسمية
سُمِّيَتِ المدينةُ بالجديدةِ بأمرٍ من السلطانِ عبد الرحمن بن هشام، بعدَ أن أتمَّ ابنُ عمِّه محمد بن الطيب العلوي في عامِ 1239 هـ إعادةَ بنائها بأمرٍ منه أيضًا، إذ قامَ البرتغاليونَ بتدميرِها فورَ انهزامِهم على يدِ السلطانِ محمد بن عبد الله في عامِ 1183هـ، فصارتْ مُخَرَّبَةً مهجورةً لأزيدَ من نصفِ قرنٍ، فأطلقَ عليها الناسُ اسمَ «المَهْدُومَة».
عُرِفَ قديمًا الموضعُ الذي شَيَّدَ فيه البرتغاليونَ قلعتَهم باسمِ «البُرَيْجَة»، صيغةُ تصغيرٍ لكلمةِ «بُرْج»، في إشارةٍ إلى برجٍ مغربيٍّ قديمٍ وُجِدَ قبلَ قدومِ البرتغاليينَ، وكانَ يُعرَفُ أيضًا بـ«برج الشيخ». ظلَّ اسمُ البريجة يُطلَقُ على نفسِ الموضعِ بعدَ قدومِ البرتغاليينَ وبناءِ مستعمرتَهم، وبقيَ شائعًا حتى بعدَ اندحارِهم.
أطلقَ البرتغاليونَ على قلعتِهم اسمَ «مازاغاو» (Mazagão)، ويرى باحثون أنه تحويرٌ للفظ «مَازِيغَن»، وهو اسمُ قريةٍ مندثرة تقع على تراب جماعة الحوزية القروية في شرق مدينة الجديدة.
في القرنِ الـ14 الهجريِّ، أعادتْ سلطاتُ الاحتلالِ الفرنسيِّ إطلاقَ اسمِ «مازاغاو» على المدينةِ في صيغتِه الفرنسيةِ، «مازاغان» (Mazagan).

## تاريخ مختصر
جاء احتلال البريجة في ما يدعى المرحلةَ الجنوبية من الغزو البرتغالي للمغرب التي طالت سواحلَه الواقعةَ جنوب نهر أم الربيع ابتداء من مطلع القرن السادس عشر للميلاد، وتقابلها المرحلة الشمالية التي امتدت طَوَالَ القرن الخامس عشر وكان أولُها سقوطَ سبتة في عام 818 (1415 مـ).

## الجغرافيا
الجديدةُ مدينةٌ ساحلية تقع على شبه جزيرة مُتَوَغِّلَةٍ في المحيط الأطلسي، وهو ما يمنحها مُناخا رطبا على مدار العام. تَحُدُّ ترابَ بلديةِ الجديدة جماعتا الحوزية شرقا ومولاي عبد الله جنوبا القرويتان. ويتاخمها أيضا في الجنوب سيدي أبو زيد، البلدة الشاطئية التي تُعَدُّ إداريا مركزا حضريا تابعا لجماعة مولاي عبد الله القروية. يقيم بالجديدة عَامِلُ إقليم الجديدة ومقرُّه العمالةُ الكائنة في تقاطع شارع الجيش الملكي وشارع حمان الفطواني.

### المناخ
تمتاز مدينة الجديدة بمناخ معتدل شتاء وصيفا وضعف نسبي في درجات الحرارة إذ نادرا ما تتجاوز 24 درجة مئوية. تتراوح نسبة الرطوبة بين 75 % و80 %. تحظى مدينة الجديدة بمركز إقليمي للأرصاد الجوية.

## العمران
ظلت الجديدة لقرون مدينة محصنة لا يتجاوز عمرانها أسوار القلعة. ولم يبدإ البناء خارج أسوار القلعة إلا ابتداء من أواخر القرن الـ13 للهجرة في عهد السلطان الحسن بن محمد بعد انتعاش اقتصاد المدينة الذي كان وثيقَ الارتباط بالميناء. موردها الأساسي من الماء هو وادي أم الربيع.[بحاجة لمصدر]

### المواصلات
ترتبط الجديدة بكافة مدن المغرب بالطرق والسكة الحديدية كما أنها تتوفر على طريق سيار يربطها مع الدار البيضاء والرباط كما تتوفر على ميناء الجرف الأصفر.

## مجتمع الجديدة

### تعبّد ساكنتها
تقيم ساكنةُ الجديدة صلواتِها الجماعيةَ في أزيد من خمسين مسجدا تتوسط جميع أحياء المدينة. ولعل من أعرق مساجد المدينة وأشهرها عند الجديديين المسجد الأعظم المعروف باسم ابن الحمدونية، وهو قائد بلاد الجديدة وسائر دكالة في عهد السلطان الحسن بن محمد الذي أكمل بناء المسجد بعد مرور زمن طويل على وضع حجره الأساس في عام 1246 هـ بمبادرة سلفه القائد الهاشمي بن العروسي الهلالي. ولا يقل عنه شهرة المسجد العتيق الذي يقع داخل القلعة البرتغالية والذي أتم مئويته الثانية (القمرية والشمسية) ودخل الثالثة. وكان يطلَق أحيانا على مسجد ابن الحمدونية اسم المسجد البَرَّانِيِّ لكونه يقع خارج القلعة.

### المسرح البلدي
يُعَدُّ المسرحُ البلدي الواقع بمركزِ المدينة معلمةً تاريخية ورمزا ثقافيا. بدأ بناؤه في أواسط شوال 1341 وافتُتِح في 20 جمادى الآخرة 1342 الموافق لاحتفالات ميلاد المسيح لعام 1923. هو في الأصل قاعة حفلات كما يدل على ذلك اسمه الأول، «القاعة البلدية للحفلات». ظل المسرح حكرا للمستوطنين الفرنسيين حتى عام 1947 مـ الذي أدى فيه لأولِ مرة شبانٌ جديديون مسرحيةً بعنوان «مصرع الأمين» ومن تأليف إدريس المسفّر تروي قصةَ النزاع الذي نشب بين الأمين والمأمون، ولدَيْ هارون الرشيد. في عام 1433، خضع المسرح البلدي لعملية ترميم امتدت لستة أشهر، ليفتتح أبوابه في 21 ذي الحجة 1433 في حفل افتتاح حضره حوالي 700 شخص، فضلا عن وزير الثقافة آنذاك محمد الأمين الصبيحي الذي كان له شرف التدشين. هذا وقد نال المسرحُ بمناسبة إعادة فتحه وبمبادرة ملكية اسمَ «مسرح عفيفي» تكريما للمسرحي محمد سعيد عفيفي الذي تسلم إدارة المسرح ما بين عامي 1389 و1394 وكان له أثر في تأهيله والرفع من مستواه.

### التركيبة السكانية
بلغ عدد سكان بلدية الجديدة 236414 نسمة حسب إحصاء 2024. أغلب سكان الجديدة من منطقة دكالة وقد شهدت نموا ديموغرافيا كبيرا منذ الثمانينيات بسبب الشركات الصناعية التي استقرت بها بسبب قربها من الدار البيضاء وكذالك جذبت الناس للإستقرار فيها بسبب جوها المعتدل طيلة السنة وشواطئها الجميلة.[بحاجة لمصدر]

## الاقتصاد
نظرا لقربها من الدار البيضاء (أقل من 100 كم شمالا)، كبرى مدن المغرب، ومن ميناء الجرف الأصفر، أول ميناء تجاري وطنيا والذي يقع على بعد بضع عشرة كيلومترات جنوبا، تكتسي الجديدة أهمية اقتصادية فريدة. ما زالت الفلاحة تشكل النشاط الاقتصادي الرئيس في ريف المدينة وعموم الإقليم الذي هو ذو غالبية قروية إذ أن نحو 70 % من الساكنة النشيطة تقيم في المجال القروي، على أن الإقليم يشهد تَمَدُّنًا على نحو مستمر. وبالإضافة إلى العامل البشري، تساهم وفرة الموارد المائية والقرب من مراكز الاستهلاك —أكبرها الدار البيضاء— في انتعاش قطاع الفلاحة. وتعرف المنتوجات الفلاحية تنوعا واسعا: الحبوب، والبُقُوليات، والخُضار، والأشجار المثمرة. ويرجع هذا التنوع بالأساس إلى تباين كمية التساقطات على مدار العام، ذلك أن الفلاحة في الإقليم —مثل سائر الأقاليم المغربية— هي بَوْرِيَّة (أي مطرية) بالدرجة الأولى، فالأراضي المسقية لا تمثل سوى 15٫65 % من إجمالي المساحة المزروعة. هذا ويعد إنتاج الأعلاف النباتية (طعام الحيوان نباتي الأصل) الأولَ من حيث الكم من بين مجموع المنتوجات الفلاحية. وتمتاز الفلاحة الإقليمية أيضا بنوع خاص من المزروعات تُستغَل محاصيله في الصناعات الغذائية مثل الشَّمَنْدَرِ السُّكَّرِيّ.
وللقطاع الصناعي حضور معتبر ابتداء من منتصف القرن الـ14 (1350 هـ). كانت المطاحن الكبرى أولى الشركات الصناعية بالمدينة، لتظهر بعدها شركات تعمل في قطاع النسيج، أُولاها شركة صناعة النسيج المغربية (SCIM) وشركة مازاغان للغزل والنسيج (MazaFil). وبعد الاستقلال (1375)، شهد قطاع الصناعة تنوعا أكبر.
كما أنها تشتهر بالسياحة خصوصا الداخلية.[بحاجة لمصدر] الجديدة تحقق 10٫4 % من الإنتاج الصناعي وطنيا.

### استشهادات
1. ↑  «هذه هي الأسماء التي تعاقبت على رئاسة جماعة الجديدة منذ فجر الاستقلال». نسخة محفوظة 2023-11-30 على موقع واي باك مشين.
2. ↑  GeoNames (بالإنجليزية), 2005, QID:Q830106
3. 1 2 3  محمد الشياظمي. المصدر أدناه.
4. ↑  أحمد أبو شرب، المصدر أدناه.
5. 1 2  «تقديم الجماعة»، موقع جماعة الجديدة. نسخة محفوظة 2023-06-15 على موقع واي باك مشين.
6. ↑  «تدشين المركز الإقليمي للأرصاد الجوية بمدينة الجديدة». نسخة محفوظة 2022-12-05 على موقع واي باك مشين.
7. ↑  "من بين 1400 مسجدا باقليم الجديدة.. 262 فقط من المساجد سيتم افتتاحها أمام المصلين من بينهما 23 بالجديدة". www.eljadida24.com (بالإنجليزية). Archived from the original on 2020-07-15. Retrieved 2023-06-10.
8. ↑  "À l'occasion du mois sacré du Ramadan : La mosquée Belhamdounia; plus qu'un simple lieu de culte". www.eljadidasat.info. مؤرشف من الأصل في 2023-06-10. اطلع عليه بتاريخ 2023-06-10.
9. ↑  "القائد ابن الحمدونية الذي جعل من سجنه مقبرة للمجرمين والطغاة في المدينة". www.khbarbladi.com. مؤرشف من الأصل في 2023-06-10. اطلع عليه بتاريخ 2023-06-10.
10. ↑  MATIN, LE. "El Jadida : Al Masjid Al Atiq de la Cité portugaise, un édifice de cul". lematin.ma (بالفرنسية). Archived from the original on 2021-08-25. Retrieved 2023-06-10.
11. ↑  "LES DEUX THÉÂTRES D'EL JADIDA- L'HISTOIRE DE DEUX MONUMENTS ARTISTIQUES ET CULTURELS". eljadida scoop (بfr-FR). 26 Jun 2016. Archived from the original on 2016-02-24. Retrieved 2021-05-24.{{استشهاد ويب}}:  صيانة الاستشهاد: لغة غير مدعومة (link)
12. ↑  "إنقاذ المسرح البلدي لمدينة الجديدة". مغرس. مؤرشف من الأصل في 2020-07-20. اطلع عليه بتاريخ 2020-07-20.
13. ↑  "الأستاذ ادريس المسفر يُصِرُّ على ربط الماضي بالحاضر من أجل مستقبل زاهر العرض الأول لمسرحية "مصرع الأمين"". مغرس. مؤرشف من الأصل في 2023-06-10. اطلع عليه بتاريخ 2023-06-09.
14. 1 2  "El Jadida : L'inauguration du théâtre Mohamed Saïd Afifi". Maghress. مؤرشف من الأصل في 2022-01-12. اطلع عليه بتاريخ 2023-06-10.
15. ↑  "إحصاء سكان إقليم الجديدة حسب كل جماعة.. اليكم اللائحة الكاملة ل27 جماعة". www.eljadida24.com (بالإنجليزية). Archived from the original on 2024-12-09. Retrieved 2025-06-14.
16. ↑  «مؤهلات جماعة الجديدة»، موقع جماعة الجديدة. نسخة محفوظة 2023-06-18 على موقع واي باك مشين.
17. 1 2 3 4  «أفرودة حول إقليم الجديدة» (بالفرنسية)، المندوبية السامية للتخطيط. نسخة محفوظة 2023-06-18 على موقع واي باك مشين.
18. 1 2  «الجديدة تحقق 10 % من الإنتاج الصناعي على المستوى الوطني» (بالفرنسية). نسخة محفوظة 2022-08-31 على موقع واي باك مشين.
19. ↑  «الجديدة: منطقة اقتصادية صاعدة». نسخة محفوظة 2023-06-20 على موقع واي باك مشين.
20. ↑  «النسيج يقاوم رغم الأزمة». نسخة محفوظة 2023-06-20 على موقع واي باك مشين.

### قائمة المصادر

#### بالعربية
- https://www.maghress.com/almassae/323785
- الجديدة. الموسوعة البريطانية.
- الرمز الجغرافي 06.181.01.03
- أحمد أبو شرب، «دكالة والاستعمار البرتغالي إلى سنة إخلاء آسفي وآزمور»، دار الثقافة، 1404.
- محمد الشياظمي، مدخل «تاريخ الجديدة» في «معلمة المغرب»، الصفحات 2927–2930، 1410.
- إدريس المرابط، مدخل «جغرافيا الجديدة» في «معلمة المغرب»، الصفحات 2930–2931، 1410.
- إسماعيل خياطي، مدخل «إقليم الجديدة» في «معلمة المغرب»، الصفحات 2931–2934، 1410.

## وصلات خارجية
- موقع Rusibis (مؤرشف)
- موقع الجديدة الحكومي (في طور الإنجاز)
- مدخل الجديدة في موقع Lexicorient
- مدخل القصبة البرتغالية في موقع التراث العالمي